# Christian McKay

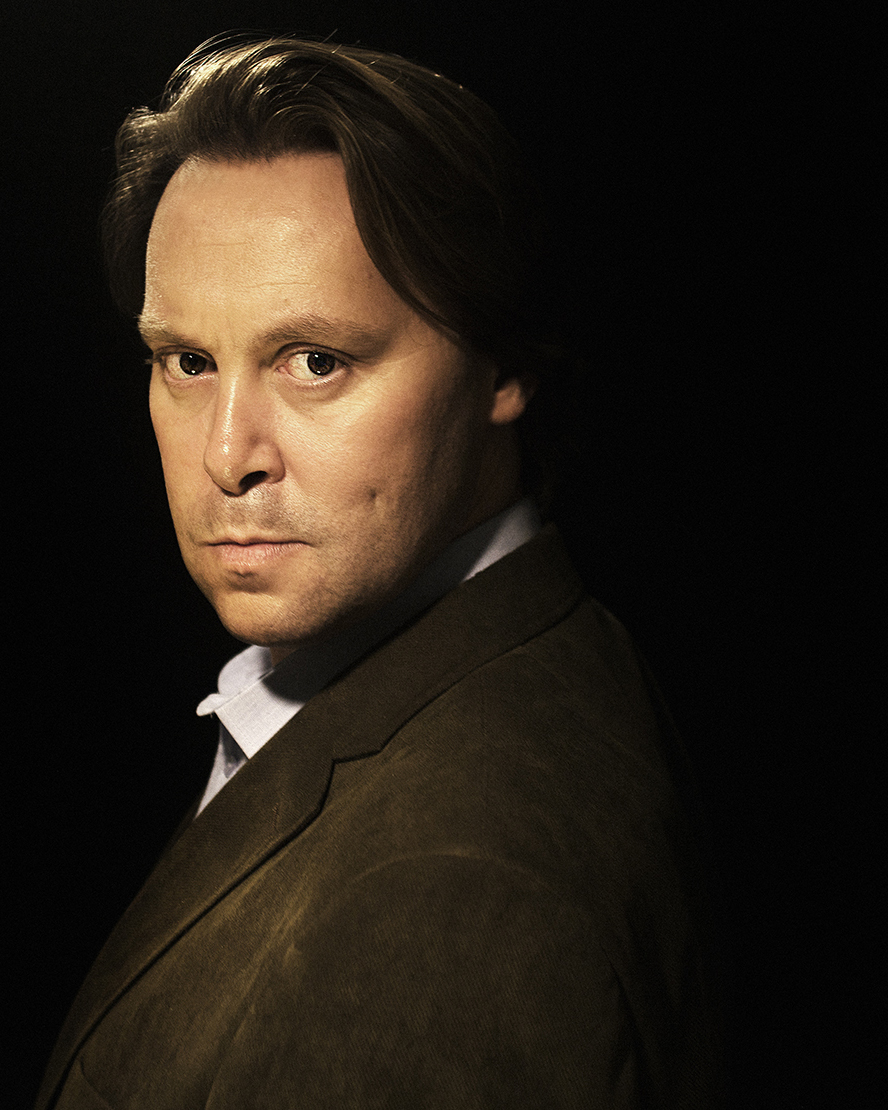
Christian McKay als Grant Pierce („Creditors“); 2013

Christian McKay (* 11. November 1973 in Bury, Lancashire) ist ein britischer Theater- und Filmschauspieler. Einem breiten Publikum wurde er durch seine wiederholte Darstellung des Orson Welles in dem Theaterstück Rosebud (2004) und dem Spielfilm Ich & Orson Welles (2008) bekannt.

## Biografie

### Kindheit und Ausbildung
Christian McKay kam als Sohn schottischer Eltern in England zur Welt. Sein Vater war Schienenarbeiter, seine Mutter arbeitete als Friseurin. Schon mit zwei Jahren begann er mit dem Klavierspiel. Ebenfalls wirkte er seit frühester Kindheit in Theateraufführungen mit. McKay gab anfänglich der Musik den Vorzug und ließ sich als klassischer Pianist bei einem polnischen Pädagogen ausbilden. Seine weitere musikalische Ausbildung führte ihn an die University of Manchester, das renommierte Royal College of Music in London sowie das Queensland Conservatorium der australischen Griffith University. Mit 21 Jahren beherrschte er unter anderem Rachmaninows 3. Klavierkonzert. Später arbeitete er als Konzertpianist und spielte Instrumentalkonzerte mit Orchestern.
Mit der Schauspielerei kam McKay erstmals als Chormitglied der Kathedrale von Manchester in Berührung, wo er als Statist in einer Episode der zwischen 1983 und 1994 produzierten Sherlock-Holmes-Serie mit Jeremy Brett erschien. Brett zeigte sich beeindruckt von McKays musikalischem Talent, prophezeite dem Jungen jedoch eine Karriere als Schauspieler. Mit Ende 20 wandte er sich verstärkt der Schauspielerei zu, das er zuvor nur als Hobby betrieben hatte. Er reiste von Manchester nach London und ließ sich an der Royal Academy of Dramatic Art zum Schauspieler ausbilden. Sein dortiger Lehrer eröffnete ihm aufgrund seiner unreifen Gesichtszüge jedoch wenige Erfolgsaussichten. Nach der Rolle eines Eunuchen in Shakespeares Antonius und Cleopatra (1999), eine Produktion der Royal Shakespeare Company, stagnierte McKays Schauspielkarriere und er verdiente sich seinen Lebensunterhalt mit gelegentlichen Auftritten als Konzertpianist.

### Erfolge als Orson Welles
Der Durchbruch als Theaterschauspieler gelang McKay 2004, als er aufgrund seiner großen Ähnlichkeit zum jungen Orson Welles in der One-Man-Show Rosebud: The Lives of Orson Welles des befreundeten Regisseurs Josh Richards besetzt wurde. Das Stück hatte der walisische Autor Mark Jenkins verfasst, der bereits zuvor mit einer One-Man-Show über Richard Burton (Playing Burton) auf sich aufmerksam gemacht hatte. Die Show deckte Welles’ Erfolg mit dem Hörspiel zu Krieg der Welten bis zu seinem Weggang aus Hollywood und die Annahme von Werbeauftritten ab, mit denen er versuchte, seine späteren Filme zu finanzieren. Rosebud wurde im Herbst 2004 auf dem Edinburgh Festival preisgekrönt und brachte McKay großes Lob seitens der Kritiker ein.
Nach einem Streit mit den Produzenten und dem zwischenzeitlichen Verkauf der Rechte an dem Theaterstück, trat McKay als verärgerter und enttäuschter Orson Welles auch erfolgreich auf der Londoner Bühne und 2007 off-Broadway in New York in Erscheinung. Sein Engagement in den Vereinigten Staaten ließ den Filmregisseur Richard Linklater auf den noch relativ unbekannten Schauspieler aufmerksam werden. Obwohl McKay bis dahin nur einen Gastauftritt in der britischen Seifenoper Doctors (2004) und eine kleine Rolle in dem Fernsehfilm Riot at the Rite (2005) vorweisen konnte, gab Linklater ihm die Rolle des Orson Welles in der britisch-amerikanischen Kinoproduktion Ich & Orson Welles.
Das Drama ist eine Verfilmung des gleichnamigen Romans von Robert Kaplow und stellt einen Jugendlichen (gespielt von Zac Efron) in den Mittelpunkt, der im Jahr 1937 am Mercury Theatre eine Nebenrolle in der Theaterproduktion Julius Cäsar des jungen Welles übernimmt. Für seine erneute Darstellung des amerikanischen Regisseurs und Schauspielers erhielt McKay fabelhafte Kritiken. Roger Ebert (Chicago Sun-Times) pries McKays Welles als „Prunkstück“ des Films, während sein Kritikerkollege A. O. Scott (The New York Times) den Briten für sein „übermenschliches Selbstvertrauen“ und seine offenkundigen Spielfreude hochlobte.
Sein Kinodebüt brachte McKay mehrere Filmpreise ein, darunter die Auszeichnung als bester Nebendarsteller des San Francisco Film Critics Circle sowie eine Nominierung für den British Academy Film Award.

### Nachfolgende Rollen
Nach Ich & Orson Welles folgten weitere Filmangebote, darunter der Part eines MI6-Agenten in der Howard-Marks-Biografie Mr. Nice sowie eine Rolle in Woody Allens Ich sehe den Mann deiner Träume neben Naomi Watts, Anthony Hopkins und Josh Brolin (beide 2010). 2011 übernahm McKay die wiederkehrende Rolle des Kardinals Ascanio Sforza in der europäischen Fernsehserie Borgia.

### Privates
Christian McKay ist mit der Schauspielerin Emily Allen verheiratet und lebt in einem Dorf in Kent. Mit Allen gründete er die Theatergruppe Atomic 80, deren Name sich an Welles’ Mercury Theatre (dt.: Quecksilber, dessen Ordnungszahl 80 ist) anlehnt. Auch übernahm sie in Ich und Orson Welles die Rolle der Virginia Welles.

## Theaterstücke (Auswahl)
- 1999: Antonius and Cleopatra (Royal Shakespeare Company)
- 2002: Much Ado about Nothing (Royal Shakespeare Company)
- 2004: Rosebud: The Lives of Orson Welles

## Filmografie (Auswahl)
- 2005: Riot at the Rite (TV)
- 2008: Ich & Orson Welles (Me and Orson Welles)
- 2008: Der Tod wartet (Agatha Christie’s Poirot; Fernsehserie, Folge: Appointment with Death)
- 2008: Abraham’s Point
- 2009: Margaret (TV)
- 2010: Mr. Nice (Mr Nice)
- 2010: Ich sehe den Mann deiner Träume (You Will Meet a Tall Dark Stranger)
- 2011: I Melt with You
- 2011: Dame, König, As, Spion (Tinker, Tailor, Soldier, Spy)
- 2011–2013: Borgia (Fernsehserie, 18 Folgen)
- 2013: Rush – Alles für den Sieg (Rush)
- 2013: Der Teufelsgeiger (Paganini: The Devil's Violinist)
- 2014: Serena
- 2016: Der junge Messias (The Young Messiah)
- 2016: Florence Foster Jenkins
- 2016: Frontier (Fernsehserie, 6 Folgen)
- 2017: Das Leuchten der Erinnerung (The Leisure Seeker)
- 2017: Das krumme Haus (Crooked House)
- 2019: Grantchester (Fernsehserie, 4 Folgen)
- 2019–2020: Warrior (Fernsehserie, 16 Folgen)
- 2022: Mrs. Harris und ein Kleid von Dior (Mrs. Harris Goes to Paris)

## Auszeichnungen

### British Academy Film Award
- 2010: nominiert als Bester Nebendarsteller für Ich und Orson Welles

### Weitere
Austin Film Critics Association
- 2009: Breakthrough Artist Award für Ich und Orson Welles

British Independent Film Awards
- 2010: nominiert als Bester Nachwuchsdarsteller für Ich und Orson Welles

Broadcast Film Critics Association
- 2010: nominiert als Bester Nebendarsteller für Ich und Orson Welles

Chicago Film Critics Association
- 2009: nominiert in den Kategorien Bester Nebendarsteller und Bester Nachwuchsdarsteller für Ich und Orson Welles

Independent Spirit Awards
- 2010: nominiert als Bester Nebendarsteller für Ich und Orson Welles

London Critics Circle Film Awards
- 2010: nominiert als Bester britischer Hauptdarsteller des Jahres für Ich und Orson Welles

San Francisco Film Critics Circle
- 2009: Bester Nebendarsteller für Ich und Orson Welles

Utah Film Critics Association Award
- 2009: Bester Nebendarsteller für Ich und Orson Welles

Washington DC Area Film Critics Association Award
- 2009: nominiert als Bester Nachwuchsdarsteller für Ich und Orson Welles